# Elecciones municipales de Huancayo de 1963
Las elecciones municipales de Huancayo de 1963 se llevaron a cabo el 15 de diciembre de 1963 para elegir al alcalde y al Concejo Provincial de Huancayo para el periodo 1964-1966. La elección se celebró simultáneamente con elecciones municipales en todo el país, restablecidas tras medio siglo. Asimismo, por primera vez en la historia del Perú, las autoridades locales fueron elegidas por voto universal alfabeto y directo. Por primera vez en la historia del Perú, las autoridades locales fueron elegidas por voto universal alfabeto y directo.

## Sistema electoral
La Municipalidad Provincial de Huancayo es el órgano administrativo y de gobierno de la provincia de Huancayo. Está compuesta por el alcalde y el Concejo Provincial.
La votación del alcalde y el concejo se realiza en base al sufragio universal alfabeto, que comprende a todos los ciudadanos nacionales mayores de veintiún años, empadronados y residentes en la provincia de Huancayo y en pleno goce de sus derechos políticos.
El Concejo Provincial de Huancayo está compuesto por 14 concejales elegidos por sufragio directo para un período de tres (3) años, en forma conjunta con la elección del alcalde (quien lo preside). La votación es por lista cerrada y bloqueada. Se asigna a la lista ganadora los escaños según el método d'Hondt.

## Partidos y candidatos
A continuación se muestra una lista de los principales partidos y alianzas electorales que participaron en las elecciones:
| Candidatura | Candidatura | Partidos y alianzas | Candidato | Candidato                  | Ideología                                           | Ref. |
| ----------- | ----------- | --- | --------- | -------------------------- | --------------------------------------------------- | ---- |
|             | AP–DC       | Lista - Alianza Acción Popular - Democracia Cristiana (AP–DC) – Acción Popular (AP) – Partido Demócrata Cristiano (DC)                          |           | Fernando Calmell del Solar | Liberalismo Humanismo Democracia cristiana          |      |
|             | APRA–UNO    | Lista - Coalición Partido Aprista Peruano - Unión Nacional Odriísta (APRA–UNO) – Partido Aprista Peruano (APRA) – Unión Nacional Odriísta (UNO) |           | Félix Moscoso Calle        | Aprismo Conservadurismo social Populismo de derecha |      |
|             | IND         | Lista - Lista Independiente N° 5 |           | Daniel Maraví Napaico      | Localismo huancaíno                                 |      |

## Resultados

### Sumario general
|                        |                                                                        |              |              |              |            |            |
| Partidos y coaliciones | Partidos y coaliciones                                                 | Voto popular | Voto popular | Voto popular | Concejales | Concejales |
| Partidos y coaliciones | Partidos y coaliciones                                                 | Votos        | %            | +/−          | Total      | +/−        |
|                        | Alianza Acción Popular - Democracia Cristiana (AP–DC)                  | 17,064       | 57.97        | n/a          | 8          | n/a        |
|                        | Coalición Partido Aprista Peruano - Unión Nacional Odriísta (APRA–UNO) | 9,809        | 33.32        | n/a          | 5          | n/a        |
|                        | Lista Independiente N° 5                                               | 2,564        | 8.71         | n/a          | 1          | n/a        |
|                        |                                                                        |              |              |              |            |            |
| Total                  | Total                                                                  | 29,437       |              |              | 14         | n/a        |
|                        |                                                                        |              |              |              |            |            |
| Votos válidos          | Votos válidos                                                          | 29,437       | 81.25        | n/a          |            |            |
| Votos en blanco        | Votos en blanco                                                        | 3,198        | 8.83         | n/a          |            |            |
| Votos nulos            | Votos nulos                                                            | 3,593        | 9.92         | n/a          |            |            |
| Votos emitidos         | Votos emitidos                                                         | 36,228       | 86.12        | n/a          |            |            |
| Abstenciones           | Abstenciones                                                           | 5,839        | 13.88        | n/a          |            |            |
| Votantes registrados   | Votantes registrados                                                   | 42,067       |              |              |            |            |
|                        |                                                                        |              |              |              |            |            |
| Fuente:                |                                                                        |              |              |              |            |            |

### Concejo Provincial de Huancayo
| Cargo                           | Autoridad electa              | Partido político | Partido político         |
| ------------------------------- | ----------------------------- | ---------------- | ------------------------ |
| Alcalde Provincial de Huancayo  | Fernando Calmell del Solar    |                  | Alianza AP-DC            |
| Concejal Provincial de Huancayo | Enrique Serpa Elejalde        |                  | Alianza AP-DC            |
| Concejal Provincial de Huancayo | Armando López Torres          |                  | Alianza AP-DC            |
| Concejal Provincial de Huancayo | Napoleón Bazo Santa María     |                  | Alianza AP-DC            |
| Concejal Provincial de Huancayo | Fernando Salazar Busso        |                  | Alianza AP-DC            |
| Concejal Provincial de Huancayo | Benjamín Gutiérrez Verástegui |                  | Alianza AP-DC            |
| Concejal Provincial de Huancayo | Leoncio Vila Orellana         |                  | Alianza AP-DC            |
| Concejal Provincial de Huancayo | Miguel Canales Gonzales       |                  | Alianza AP-DC            |
| Concejal Provincial de Huancayo | Teófilo Con Paredes           |                  | Alianza AP-DC            |
| Concejal Provincial de Huancayo | Arturo Verand Hidalgo         |                  | Coalición APRA-UNO       |
| Concejal Provincial de Huancayo | Hermógenes Casaverde Río      |                  | Coalición APRA-UNO       |
| Concejal Provincial de Huancayo | Félix Ortega Arce             |                  | Coalición APRA-UNO       |
| Concejal Provincial de Huancayo | Ladislao Barreto Palacios     |                  | Coalición APRA-UNO       |
| Concejal Provincial de Huancayo | Ángel Valdivia Fernández      |                  | Coalición APRA-UNO       |
| Concejal Provincial de Huancayo | Erasmo Maraví Gutarra         |                  | Lista Independiente N° 5 |

## Elecciones municipales distritales

### Resultados por distrito
La siguiente tabla enumera el control de los distritos de la provincia de Huancayo.
| Distrito                  | Alcalde(sa) electo(a)           | Partido político | Partido político         |
| ------------------------- | ------------------------------- | ---------------- | ------------------------ |
| Áhuac                     | Severo Cerrón Astucuri          |                  | Coalición APRA-UNO       |
| Carhuacallanga            | Donato Flores Bastidas          |                  | Alianza AP-DC            |
| Chacapampa                | Zenón Miranda Quispe            |                  | Alianza AP-DC            |
| Chicche                   | Macario Lozano Meza             |                  | Alianza AP-DC            |
| Chilca                    | Julio Suárez Cámac              |                  | Alianza AP-DC            |
| Chongos Alto              | Melo Vilcamo Lázaro             |                  | Alianza AP-DC            |
| Chongos Bajo              | Abraham Muedas Gutarra          |                  | Alianza AP-DC            |
| Chupaca                   | Rafael Maraví Segura            |                  | Alianza AP-DC            |
| Chupuro                   | Urbano Sánchez Ricse            |                  | Lista Independiente N° 5 |
| Colca                     | Isidoro Vila Olivera            |                  | Alianza AP-DC            |
| Cullhuas                  | Laureano Canchanya Santana      |                  | Alianza AP-DC            |
| El Tambo                  | Luis Sobrevilla González        |                  | Alianza AP-DC            |
| Huáchac                   | Valois García Gutiérrez         |                  | Alianza AP-DC            |
| Huacrapuquio              | Roberto Gonzales Inga           |                  | Alianza AP-DC            |
| Hualhuas                  | Gamaniel Gamarra Veliz          |                  | Coalición APRA-UNO       |
| Huamancaca Chico          | Abraham Gómez Rojas             |                  | Alianza AP-DC            |
| Huancán                   | Víctor Balbuena Cristóbal       |                  | Coalición APRA-UNO       |
| Huasicancha               | Pedro de la Cruz Yaranga        |                  | Coalición APRA-UNO       |
| Huayucachi                | Rosa Ríos Vda de Martínez       |                  | Alianza AP-DC            |
| Ingenio                   | Noberto Varillas Vílchez        |                  | Alianza AP-DC            |
| Pariahuanca               | Vidal Hinojosa Alhua            |                  | Alianza AP-DC            |
| Pilcomayo                 | Juan Ramos Unchupaico           |                  | Lista Independiente N° 5 |
| Pucará                    | Francisco Ureta Fernández       |                  | Alianza AP-DC            |
| Quichuay                  | Rodolfo Contreras Meza          |                  | Alianza AP-DC            |
| Quilcas                   | Alfonso Chipana Inga            |                  | Alianza AP-DC            |
| San Agustín               | Dionicio Cosme Coyotúpac        |                  | Alianza AP-DC            |
| San Jerónimo de Tunán     | Silvestre Acosta Medina         |                  | Alianza AP-DC            |
| San Juan de Jarpa         | Critóbal Clemente Samaniego     |                  | Alianza AP-DC            |
| San Juan de Yscos         | Augusto Casas Villaverde        |                  | Alianza AP-DC            |
| Santo Domingo de Acobamba | Andrés Melgar Córdova           |                  | Alianza AP-DC            |
| Saño                      | Víctor Ávila Santos             |                  | Coalición APRA-UNO       |
| Sapallanga                | Teodosio Pérez Hinostroza       |                  | Lista Independiente N° 5 |
| Sicaya                    | Florentino Aliaga Gutarra       |                  | Alianza AP-DC            |
| Tres de Diciembre         | Gaufredo Durand Fernández       |                  | Coalición APRA-UNO       |
| Viques                    | Melquiades Canchanya de la Cruz |                  | Alianza AP-DC            |
| Yanacancha                | Francisco Medina Córdova        |                  | Lista Independiente N° 5 |